# Lathrapion convexus
Lathrapion convexus là một loài bọ cánh cứng trong họ Endomychidae. Loài này được Rücker miêu tả khoa học năm 1983.